# فهرست استان‌های ژاپن بر پایه تولید ناخالص داخلی
فهرست استان‌های ژاپن بر پایه تولید ناخالص داخلی (انگلیسی: List of Japanese prefectures by GDP)

## فهرست سال ۲۰۰۷
فهرست استان‌های ژاپن بر پایه تولید ناخالص داخلی سال ۲۰۰۷ (در میلیون)

| استان‌ها        | رتبه | 2007 GDP (میلیون JP¥) | 2007 GDP (میلیون US$) | 2007 GDP (میلیون CN¥) | Share of Japan GDP(%) |
| -------------- | ---- | --------------------- | --------------------- | --------------------- | --------------------- |
| ژاپن           |      | ۵٬۲۰۲٬۴۹۱             | ۴۴٬۱۸۱٫۲۲۰            | ۳۳۶٬۲۴۷٫۵۰۰           | ۱۰۰                   |
| Tokyo          | ۱    | ۹۲۳٬۰۰۵               | ۷٬۸۳۸٫۴۵              | ۵۹٬۶۵۵٫۷              | ۱۷٫۷۴۲                |
| استان اوساکا   | ۲    | ۳۸۹٬۲۱۸               | ۳٬۳۰۵٫۳۶              | ۲۵٬۱۵۵٫۹              | ۷٫۴۸۱                 |
| استان آیچی     | ۳    | ۳۷۱٬۷۱۹               | ۳٬۱۵۶٫۷۶              | ۲۴٬۰۲۴٫۹              | ۷٫۱۴۵                 |
| استان کاناگاوا | ۴    | ۳۱۹٬۶۰۳               | ۲٬۷۱۴٫۱۷              | ۲۰٬۶۵۶٫۶              | ۶٫۱۴۳                 |
| استان سایتاما  | ۵    | ۲۱۱٬۰۸۱               | ۱٬۷۹۲٫۵۷              | ۱۳٬۶۴۲٫۶              | ۴٫۰۵۷                 |
| استان چیبا     | ۶    | ۱۹۶٬۵۰۹               | ۱٬۶۶۸٫۸۲              | ۱۲٬۷۰۰٫۸              | ۳٫۷۷۷                 |
| استان هیوگو    | ۷    | ۱۹۱٬۳۵۷               | ۱٬۶۲۵٫۰۶              | ۱۲٬۳۶۷٫۸              | ۳٫۶۷۸                 |
| استان فوکوئوکا | ۸    | ۱۸۵٬۱۰۹               | ۱٬۵۷۲٫۰۰              | ۱۱٬۹۶۴٫۰              | ۳٫۵۵۸                 |
| هوکایدو        | ۹    | ۱۸۴٬۵۸۴               | ۱٬۵۶۷٫۵۵              | ۱۱٬۹۳۰٫۰              | ۳٫۵۴۸                 |
| استان شیزوئوکا | ۱۰   | ۱۶۹٬۲۷۵               | ۱٬۴۳۷٫۵۴              | ۱۰٬۹۴۰٫۶              | ۳٫۲۵۴                 |
| استان هیروشیما | ۱۱   | ۱۱۹٬۸۱۵               | ۱٬۰۱۷٫۵۱              | ۷٬۷۴۳٫۹               | ۲٫۳۰۳                 |
| استان ایباراکی | ۱۲   | ۱۱۵٬۷۷۹               | ۹۸۳٫۲۳                | ۷٬۴۸۳٫۰               | ۲٫۲۲۵                 |
| استان کیوتو    | ۱۳   | ۱۰۰٬۹۲۷               | ۸۵۷٫۱۰                | ۶٬۵۲۳٫۱               | ۱٫۹۴۰                 |
| استان نیگاتا   | ۱۴   | ۸۹٬۷۹۴                | ۷۶۲٫۵۶                | ۵٬۸۰۳٫۶               | ۱٫۷۲۶                 |
| استان میاگی    | ۱۵   | ۸۲٬۸۵۵                | ۷۰۳٫۶۳                | ۵٬۳۵۵٫۱               | ۱٫۵۹۳                 |
| استان توچیگی   | ۱۶   | ۸۲٬۶۸۵                | ۷۰۲٫۱۹                | ۵٬۳۴۴٫۱               | ۱٫۵۸۹                 |
| استان میه      | ۱۷   | ۸۲٬۰۷۱                | ۶۹۶٫۹۷                | ۵٬۳۰۴٫۴               | ۱٫۵۷۸                 |
| استان ناگانو   | ۱۸   | ۸۱٬۴۷۹                | ۶۹۱٫۹۵                | ۵٬۲۶۶٫۲               | ۱٫۵۶۶                 |
| استان فوکوشیما | ۱۹   | ۷۸٬۸۳۴                | ۶۶۹٫۴۸                | ۵٬۰۹۵٫۲               | ۱٫۵۱۵                 |
| استان اوکایاما | ۲۰   | ۷۵٬۳۲۵                | ۶۳۹٫۶۸                | ۴٬۸۶۸٫۴               | ۱٫۴۴۸                 |
| استان گونما    | ۲۱   | ۷۴٬۹۸۲                | ۶۳۶٫۷۷                | ۴٬۸۴۶٫۲               | ۱٫۴۴۱                 |
| استان گیفو     | ۲۲   | ۷۳٬۸۶۴                | ۶۲۷٫۲۸                | ۴٬۷۷۴٫۰               | ۱٫۴۲۰                 |
| استان شیگا     | ۲۳   | ۶۰٬۱۷۱                | ۵۱۰٫۹۹                | ۳٬۸۸۹٫۰               | ۱٫۱۵۷                 |
| استان یاماگوچی | ۲۴   | ۵۸٬۴۰۳                | ۴۹۵٫۹۸                | ۳٬۷۷۴٫۷               | ۱٫۱۲۳                 |
| استان کوماموتو | ۲۵   | ۵۷٬۴۵۳                | ۴۸۷٫۹۱                | ۳٬۷۱۳٫۳               | ۱٫۱۰۴                 |
| استان کاگوشیما | ۲۶   | ۵۴٬۶۴۳                | ۴۶۴٫۰۵                | ۳٬۵۳۱٫۷               | ۱٫۰۵۰                 |
| استان اهیمه    | ۲۷   | ۴۹٬۴۲۱                | ۴۱۹٫۷۰                | ۳٬۱۹۴٫۲               | ۰٫۹۵۰                 |
| استان ایشیکاوا | ۲۸   | ۴۷٬۰۹۱                | ۳۹۹٫۹۱                | ۳٬۰۴۳٫۶               | ۰٫۹۰۵                 |
| استان تویاما   | ۲۹   | ۴۶٬۵۴۳                | ۳۹۵٫۲۶                | ۳٬۰۰۸٫۲               | ۰٫۸۹۵                 |
| استان آئوموری  | ۳۰   | ۴۵٬۷۰۲                | ۳۸۸٫۱۲                | ۲٬۹۵۳٫۸               | ۰٫۸۷۸                 |
| استان ایواته   | ۳۱   | ۴۵٬۴۴۴                | ۳۸۵٫۹۲                | ۲٬۹۳۷٫۱               | ۰٫۸۷۴                 |
| استان اوئیتا   | ۳۲   | ۴۴٬۷۴۶                | ۳۸۰٫۰۰                | ۲٬۸۹۲٫۰               | ۰٫۸۶۰                 |
| استان ناگاساکی | ۳۳   | ۴۲٬۸۲۲                | ۳۶۳٫۶۶                | ۲٬۷۶۷٫۷               | ۰٫۸۲۳                 |
| استان یاماگاتا | ۳۴   | ۴۲٬۰۸۷                | ۳۵۷٫۴۲                | ۲٬۷۲۰٫۲               | ۰٫۸۰۹                 |
| استان آکیتا    | ۳۵   | ۳۸٬۰۸۵                | ۳۲۳٫۴۳                | ۲٬۴۶۱٫۵               | ۰٫۷۳۲                 |
| استان نارا     | ۳۶   | ۳۷٬۴۹۹                | ۳۱۸٫۴۵                | ۲٬۴۲۳٫۶               | ۰٫۷۲۱                 |
| استان کاگاوا   | ۳۷   | ۳۶٬۶۳۷                | ۳۱۱٫۱۳                | ۲٬۳۶۷٫۹               | ۰٫۷۰۴                 |
| استان اوکیناوا | ۳۸   | ۳۶٬۶۲۰                | ۳۱۰٫۹۹                | ۲٬۳۶۶٫۸               | ۰٫۷۰۴                 |
| استان میازاکی  | ۳۹   | ۳۵٬۳۱۶                | ۲۹۹٫۹۱                | ۲٬۲۸۲٫۵               | ۰٫۶۷۹                 |
| استان واکایاما | ۴۰   | ۳۴٬۰۳۴                | ۲۸۹٫۰۳                | ۲٬۱۹۹٫۷               | ۰٫۶۵۴                 |
| استان فوکوئی   | ۴۱   | ۳۳٬۰۸۱                | ۲۸۰٫۹۳                | ۲٬۱۳۸٫۱               | ۰٫۶۳۶                 |
| استان یاماناشی | ۴۲   | ۳۲٬۳۶۴                | ۲۷۴٫۸۵                | ۲٬۰۹۱٫۸               | ۰٫۶۲۲                 |
| استان ساگا     | ۴۳   | ۳۰٬۱۱۶                | ۲۵۵٫۷۵                | ۱٬۹۴۶٫۵               | ۰٫۵۷۹                 |
| استان توکوشیما | ۴۴   | ۲۶٬۴۳۷                | ۲۲۴٫۵۱                | ۱٬۷۰۸٫۷               | ۰٫۵۰۸                 |
| استان شیمانه   | ۴۵   | ۲۵٬۰۶۲                | ۲۱۲٫۸۳                | ۱٬۶۱۹٫۸               | ۰٫۴۸۲                 |
| استان کوچی     | ۴۶   | ۲۲٬۸۵۲                | ۱۹۴٫۰۷                | ۱٬۴۷۷٫۰               | ۰٫۴۳۹                 |
| استان توتوری   | ۴۷   | ۱۹٬۹۹۲                | ۱۶۹٫۷۸                | ۱٬۲۹۲٫۱               | ۰٫۳۸۴                 |